# Mariano Mullerat
Mariano Mullerat Soldevila (Santa Coloma de Queralt, Tarragona; 24 de marzo de 1897 - Arbeca, Lérida; 13 de agosto de 1936) fue un médico y alcalde español, asesinado durante la Guerra civil española. El 23 de marzo de 2019 fue proclamado beato por la Iglesia Católica.

## Biografía

### Infancia y juventud
Fue hermano del diputado de la Liga Regionalista y alcalde de Tarragona, Josep Mullerat i Soldevila, de Joan Mullerat i Soldevila, médico en Santa Coloma de Queralt, y de Ricard Mullerat i Soldevila, empresario de la construcción en Santa Coloma de Queralt. En su juventud militó en el carlismo y durante su etapa de estudiante presidió la Sección de Medicina de la Agrupación Escolar Tradicionalista de Barcelona.
Tras sus estudios ejerció la medicina en la localidad de Arbeca, donde también fue el alcalde. 

### Periódico L'Escut
Fundador del periódico "L'Escut", una publicación quincenal local escrita íntegramente en catalán entre 1923 y 1926, que se presentaba como "defensor de toda sana ideología".  En ella aparecían noticias y anécdotas locales y comarcales; otras de interés regional y nacional; historias de Arbeca, defensa de hablar decente, enseñanza, agricultura, religión, moral, fiestas y tradiciones, deportes... Se trataba de una publicación muy heterogénea que incluía poemas y escritos de diversos autores catalanes (Joan Amades, Josep Carner, Àngel Guimerà, Joan Maragall, Jacinto Verdaguer, etc.). 

### Martirio[3]
El 13 de agosto de 1936, fue conducido en un camión junto con otros cinco arbequinenses, hacia el martirio. Antes de salir, una madre de familia se acercó al camión y pidió a grandes gritos y lágrimas a los miembros del comité popular que dejaran en libertad al doctor Mullerat para que éste pudiera visitar a un hijo suyo que estaba gravemente enfermo.
El comité, pensando que se trataba de una estratagema, detuvo el camión. El doctor Mullerat, que conocía aquella familia, se dirigió a la madre angustiada y le dijo: “No llores. Tu hijo no morirá”. Tras sacar una libreta, le escribió una receta. “Dale este medicamento a tu hijo –le dijo- y reza, que Dios te ayudará". Mientras el doctor Mullerat era asesinado, el hijo de aquella mujer se curaba en su domicilio.

## Proceso de canonización
Su proceso de beatificación se inició en 2003. El 8 de noviembre de 2018, la Santa Sede aprobó el Decreto de la Congregación para las Causa de los Santos, por el que se reconoce el martirio de Mariano Mullerat. El 23 de marzo de 2019 fue proclamado beato por la Iglesia Católica.